# Rivière Charpentier
Der Rivière Charpentier ist ein 68 km langer Zufluss des Lac Minto im Norden der kanadischen Provinz Québec.

## Flusslauf
Der entlegene Fluss wird selten von Kanuten und Kajakfahrern befahren. Er hat seinen Ursprung 25 km westsüdwestlich des Sees Lac Nedlouc, von wo er in nordwestlicher Richtung durch unberührte Tundra und Taiga fließt. Es gibt mehrere sehenswerte Wasserfälle und Stromschnellen, darunter die Chutes de Burin (⊙) und der Chute Bleu (⊙). Der Rivière Charpentier mündet in den östlichen Teil des Lac Minto, dessen Abfluss der Rivière aux Feuilles bildet.